# Oswaldo Johnston
José Oswaldo Johnston Sánchez (* 27. März 1930 in Guatemala-Stadt; † 16. August 2021) war ein guatemaltekischer Ringer.

## Biografie
Oswaldo Johnston war während seiner Jugend in der Leichtathletik, im Fechten, Boxen und Gewichtheben aktiv. Jedoch schlug er die Laufbahn im Ringen ein. Zwischen 1948 und 1953 wurde er sechsmal guatemaltekischer Meister und gewann bei den Zentralamerika- und Karibikspielen 1950 eine Goldmedaille im Freistilringen in der Klasse bis 57 kg. Zwei Jahre später wurde er für die Olympischen Sommerspiele in Helsinki nominiert. Sowohl im griechisch-römischen als auch im freien Stil des Bantamgewichts konnte er jedoch keinen Kampf gewinnen.
Bereits ein Jahr zuvor hatte Johnston auch begonnen, als Trainer zu arbeiten. Bei den Olympischen Sommerspielen 1972 war er Trainer des guatemaltekischen Teams. Zwischen 1976 und 1979 trainierte er die Nationalmannschaft von El Salvador. Bei den Olympischen Spielen 1980, 1984, 1992 und 1996 leitete Johnston die Ringer-Delegation Guatemalas. 2017 war er der letzte Überlebende der ersten Olympiamannschaft Guatemalas.